# Betta kurumba
Pour les articles homonymes, voir Betta (homonymie).
Le betta kurumba (autonyme bëṭṭu kuṟumba) est une langue dravidienne, parlée par environ 32 000 Kurumbas qui vivent  dans les collines de Nilgiri situées dans l'État de Tamil Nadu, en Inde.